# Liste der Pfarren im Stadtdekanat 10 (Erzdiözese Wien)
Das Stadtdekanat 10 ist ein Dekanat im Vikariat Wien Stadt der römisch-katholischen Erzdiözese Wien.

## Pfarren mit Kirchengebäuden und Kapellen
| Pfarrverband     | Pfarre                                                                 | Teilgemeinden                                                                                | Ink. | Seit     | Patrozinium                | Kirchengebäude und Kapellen | Bild                                         |
| ---------------- | ---------------------------------------------------------------------- | -------------------------------------------------------------------------------------------- | ---- | -------- | -------------------------- | --- | -------------------------------------------- |
|                  | Christus am Wienerberg (bis 31. August 2015: Zu den heiligen Aposteln) | Zu den hl. Aposteln Zum hl. Franz von Sales Salvator am Wienerfeld                           |      | 1937     | Zu den hl. Aposteln        | Pfarrkirche: Salvatorianerkirche zu den heiligen Aposteln Filialkirche Salvator am Wienerfeld, Filialkirche zum heiligen Franz von Sales                                                                                          | Salvatorianerkirche zu den heiligen Aposteln |
|                  | Göttliche Barmherzigkeit (bis 31. Oktober 2015: Königin des Friedens)  | Dreimal Wunderbare Muttergottes Katharina von Siena Königin des Friedens St. Anton von Padua |      | 1901     | Maria Königin des Friedens | Pfarrkirche Königin des Friedens Antonskirche, Filialkirche Katharina von Siena, Filialkirche Dreimal Wunderbare Muttergottes, Kapelle im Unfallkrankenhaus Meidling, Kapelle zum göttlichen Erlöser im Kaiser-Franz-Josef-Spital | Pfarrkirche Königin des Friedens             |
| Favoriten Südost | Laaer Berg                                                             |                                                                                              |      | 1937     | Zum Heiligen Kreuz         | Pfarrkirche zum Heiligen Kreuz Kirche unserer lieben Frau vom allerheiligsten Sakrament | Pfarrkirche Zum Heiligen Kreuz               |
| Favoriten Südost | Oberlaa                                                                |                                                                                              |      | vor 1367 | St. Ägyd                   | Pfarrkirche Oberlaa Franz-von-Assisi-Kirche Rothneusiedl, Johanneskirche Unterlaa, Kapelle in der Seniorenresidenz Am Kurpark Oberlaa, Kapelle zur schmerzhaften Muttergottes                                                     | Pfarrkirche Oberlaa                          |
| Favoriten Südost | St. Paul – Per-Albin-Hansson-Siedlung Ost                              |                                                                                              |      | 1977     | St. Paul                   | Pfarrkirche St. Paul in der Per-Albin-Hansson-Siedlung Ost | Pfarrkirche St. Paul                         |
|                  | Zum Göttlichen Wort (bis 31. Mai 2015: St. Johann der Evangelist)      | St. Johann der Evangelist Allerheiligste Dreifaltigkeit Zur heiligen Familie                 |      | 1876     | Hl. Johannes Evangelist    | Pfarrkirche am Keplerplatz Dreifaltigkeitskirche, Filialkirche zur Heiligen Familie, Annakapelle im Böhmischen Prater | Pfarrkirche St. Johann Evangelist            |

## Stadtdekanat 10
Es umfasst momentan sechs Pfarren im 10. Wiener Gemeindebezirk Favoriten mit rund 68.000 Katholiken. Die zur Pfarre Katharina von Siena gehörende Kapelle im Unfallkrankenhaus Meidling befindet sich im 12. Wiener Gemeindebezirk Meidling.
Zur ehemaligen Pfarrkirche Unsere Liebe Frau vom Allerheiligsten Sakrament (1937–1986) siehe Neulandschule Laaerberg.
Zur ehemaligen Pfarre Maria vom Berge Kamel (1937–2014) siehe Pfarrkirche Maria vom Berge Karmel.
Zur ehemaligen Pfarre Allerheiligste Dreifaltigkeit (1942–2015) siehe Dreifaltigkeitskirche.
Zur ehemaligen Pfarre Zur Hl. Familie (1967–2015) siehe Pfarrkirche zur Heiligen Familie.
Zur ehemaligen Pfarre Salvator am Wienerfeld (1980–2015) siehe Salvator am Wienerfeld. Zur ehemaligen Pfarre Zum hl. Franz von Sales (1964–2015) siehe Pfarrkirche zum heiligen Franz von Sales.
Zur ehemaligen Pfarre Dreimal Wunderbare Muttergottes (1942–2015) siehe Pfarrkirche Dreimal Wunderbare Muttergottes
Zur ehemaligen Pfarre Katharina von Siena (1988–2015) siehe Katharina-von-Siena-Kirche.
Zur ehemaligen Pfarre Königin des Friedens (1935–2015) siehe Pfarrkirche Königin des Friedens.
Die Kirche St. Josef in Wien 10, Waldgasse 25, wurde mit 5. August 2009 profaniert und ist kein Gotteshaus mehr.
Neustrukturierung bis 2017
Im Anschluss an die turnusmäßige Visitation gab Kardinal Christoph Schönborn im Jänner 2012 den Pfarren den Auftrag, eine Neuordnung des kirchlichen Lebens in die Wege zu leiten. Im Rahmen eines Pilotprojekts sollen die Pfarren verstärkt miteinander vernetzt werden – auch Pfarrzusammenlegungen standen von Anfang an im Raum. Am 26. Februar 2013 wurden nach einjährigen Gesprächen die folgenden Pfarrzusammenschließungen empfohlen, die Ende November 2015 in „Entwicklungsräume“ gefasst wurden:
- Die Gemeinden Allerheiligste Dreifaltigkeit, St. Johann der Evangelist und Zur Hl. Familie bilden die neue Pfarre „Zum Göttlichen Wort“ (seit Juni 2015)[5]
- Die Gemeinden Salvator am Wienerfeld, Zu den hl. Aposteln, Zum hl. Franz von Sales und Maria vom Berge Karmel bilden die neue Pfarre „Christus am Wienerberg“ (seit September 2015)
- Die Pfarren Dreimal Wunderbare Muttergottes, Katharina von Siena, Königin des Friedens und St. Anton bilden die neue Pfarre „Göttliche Barmherzigkeit“ (seit November 2015)[6]
- Die Pfarren Laaer Berg, Oberlaa und St. Paul bilden seit 1. Januar 2017 einen Pfarrverband.[7]
- Die Pfarre Emmaus am Wienerberg könnte im Stadtdekanat 23 mit den Pfarren Inzersdorf und Inzersdorf-Neustift einen Pfarrverband bilden.

Die Neustrukturierung im Dekanat 10 sollte bis zu den Pfarrgemeinderatswahlen im März 2017 abgeschlossen werden.